# アルメニア解放秘密軍
アルメニア解放秘密軍（アルメニアかいほうひみつぐん、Հայաստանի Ազատագրութեան Հայ Գաղտնի Բանակ, ՀԱՀԳԲ ）は、アルメニア人の極左テロ組織。
1915年のオスマン帝国によるアルメニア人虐殺の復讐と失われたトルコ国内のアルメニア人の主権を回復するために結成された。200~300人の亡命アルメニア人で構成されており、ヨーロッパのアルメニア人社会にもシンパをもつ。中核はレバノン在住者である。1972年に結成され1975年から同名に改称。1975年から1988年にかけて中東やヨーロッパでトルコ外交官暗殺、空港襲撃といったテロを繰り返し40人以上を殺害した。その結果、国際社会からアルメニア人虐殺問題が注目されることになったが彼らのテロ戦術は批判された。リーダーが死亡したこともあり1990年代には活動を停止したが、現在でもトルコとアルメニアの関係を悪化させている一つの要因となっている。

## 関わった事件
- en:1983 Orly Airport attack - フランス パリ＝オルリー空港のターキッシュ エアラインズのチェックインカウンターが爆破された事件。
- 駐ポルトガル・トルコ大使館襲撃事件 - ポルトガルの首都リスボンにあるトルコ大使館が襲撃された事件。